# Tornado (vela)
El Tornado es un catamarán con dos tripulantes. Estuvo incluido en los Juegos Olímpicos desde Montreal 1976, pero fue excluido a partir de los Juegos de Londres 2012. Fue diseñado en 1967 por Rodney March de Brightlingsea, Inglaterra, con ayuda de Terry Pierce, y Reg White, especialmente con el fin de que se convirtiera en el catamarán olímpico. En los concursos desplazó fácilmente a las otras opciones.
Para un mejor comportamiento el Tornado fue modificado en 2000, con un nuevo "sail-plan" que incluyó un spinnaker y un spinnaker bomba, además de aumentar el área de las velas existentes. Se agregó un trapecio adicional, y el foque se hizo auto plegable.
Típicamente el Tornado vuela sobre uno de sus dos cascos; la tripulación debe balancear el velero con su propio peso y controlar la navegación. Con un solo casco en el agua la resistencia se reduce significativamente. El Tornado también tiene un mástil rotativo y ajustable, que no solo mejora mucho la aerodinámica, sino que permite mejorar el control. Para altas velocidades y vientos aparentes, se requiere habitualmente una vela plana.
Se estima que el Tornado es capaz de alcanzar velocidades de alrededor de 30 nudos (56 km/h), alcanzando 18 nudos (33 km/h) contra el viento. Se ha dicho que el Tornado es el Fórmula 1 de la navegación.